# (722) Фрида

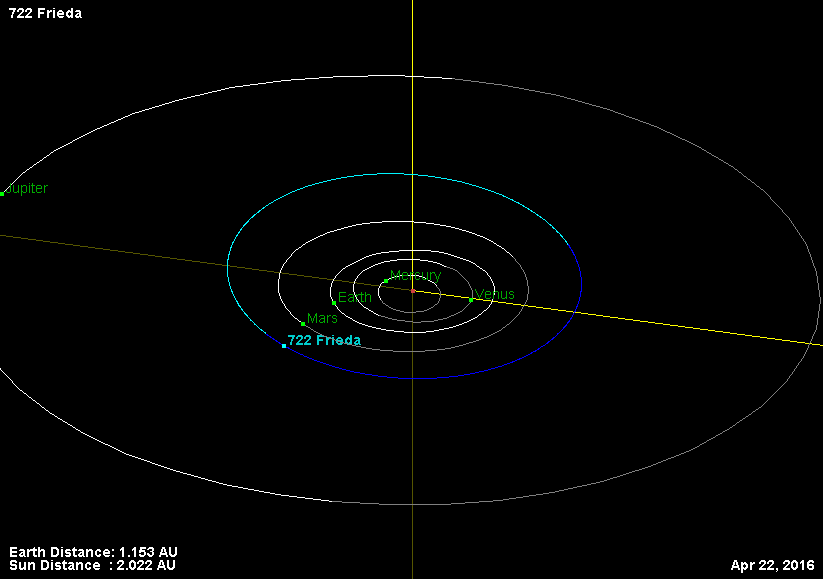
Орбита астероида Фрида и его положение в Солнечной системе

(722) Фрида (нем. Frieda) — астероид главного пояса, открытый 18 октября 1911 года австрийским астрономом Иоганном Пализой в Венской обсерватории. Назван в честь внучки немецкого астронома Карла Хиллебранда — Фриды Хиллебранд.